# Verfassungsreferendum in Mauretanien 2006
Das Verfassungsreferendum in Mauretanien 2006 (arabisch الاستفتاء على الدستور الموريتاني 2006, en.: constitutional referendum) wurde am 25. Juni 2006 in Mauretanien durchgeführt. Etwa 97 % der Stimmberechtigten sprachen sich für die Änderung aus. Nach dem Staatsstreich in Mauretanien 2005 gegen den langjährigen Präsident Maaouya Ould Sid’Ahmed Taya rief die Junta Militärrat für Gerechtigkeit und Demokratie zum Referendum für eine neue Verfassung auf, in welcher die Amtszeit des Präsidenten auf zwei fünfjährige Amtszeiten beschränkt wurde; davor war die Amtszeit sechs Jahre und es gab keine Begrenzung zur Wiederwahl. Die neue Verfassung etablierte auch eine Altersbegrenzung von 75 Jahren für Präsidentschaftskandidaten.

## Ergebnisse
Für die neue Verfassung stimmten 712.214 Wähler, dagegen nur 10.482. Ohne Stimme hatten 11.951 Wähler ihre Wahlzettel abgegeben. Ungültig waren 21.914 Stimmen und insgesamt waren 989.664 Personen stimmberechtigt.